# 7년의 밤 (영화)
《7년의 밤》은 2018년 개봉한 대한민국의 스릴러 영화이다. 정유정의 2011년 소설이 원작이다. 추창민 감독이 연출하고 류승룡, 장동건 등이 출연했다.
2018년 3월 28일 개봉하여 최종 관객수 528,007명을 기록, 제작비에 크게 못미치는 수익을 올리며 흥행에 실패했다.

## 줄거리
"나는 내 아버지의 사형집행인이었다."
의문의 죽음을 당한 어머니, 댐 수문을 모두 열어 마을 사람들 절반과 경찰들까지 수장시킨 죄로 미치광이 살인범으로 낙인찍힌 아버지. 평화롭던 서원의 삶은 11살때이후 끝나버렸다. 하루아침에 고아가 된 그는 친척집을 전전하는 신세가 되지만 친척들에게 서원은 가족이 아닌 자신들의 인생을 말아먹는 수치스러운 존재일 뿐이었다. 결국 친척들에게조차 버림받은 서원. 궁여지책으로 찾아간 곳은 아버지의 부하직원이자 살던집의 룸메이트 안승환. 평소 아이와 살가운 사이였던 승환은 갑작스럽게 찾아온 서원을 내쫓기는커녕 결혼한 둘째형의 양아들로 만들어 법적후견인 노릇을 해주면서까지 챙겨준다. 7년 후. 가는 학교마다 범죄자의 아들이라고 손가락질 받은탓에 학교생활조차 불가능해진 서원은 휴학을 하고 검정고시를 준비하고 있었다. 그러던 어느날, 유일한 가족이었던 승환이 사라졌다. 7년전 사건을 기록한 논픽션을 남겨둔 채로. 
"그날 밤,나는 살인자가 되었다."
한때 잘나가는 포수였던 최현수. 왼팔마비 증세로 인해 선수생활은 끝나버렸고 술에만 의존해 사는 무능한 가장으로 전락해버린다. 아내한테도 구박만 받고 살던 어느날, 술을 먹고 차를 몰고가다 난데없이 도로에 뛰어든 여자아이를 치고 말았다. 가뜩이나 사는것도 시궁창인데 음주운전까지 걸리면 그 시궁창같은 일상도 두번다시 누릴수 없다고 생각한 현수는 아이를 목졸라 죽인다음 강물에 유기했지만 사람을 죽였다는 공포감에 사로잡혀 완전히 미쳐버리고 말았다. 어느날, 마을댐에서 잠수를 하다 물속에 던져져 가라앉는 여자아이 시체를 보게 된 승환. 그리고 우연의 일치로 이 무렵부터 평소와는 말과 행동이 달라진 현수를 수상히 여긴다. 이후 은주와 현수가 종적을 감추고 서원까지 누군가에게 끌려가버리자 발바닥에 불이 나도록 뛰어다니기 시작한다.
"어떤 놈이 그랬는지 찾아서...똑같이 갚아줘야지."
겉으로는 신사적인 치과의 행세를 하지만 실상은 교정이라는 명목으로 수시로 아내와 어린 딸에게 폭력을 행사하는 소시오패스 가정폭력범 오영제. 견디다 못한 아내가 가출한 뒤 이혼소송을 걸었을때도 누구 마음대로 이혼이냐며 코웃음을 칠 정도다. 그러던 어느날, 폭력을 피해 집을 뛰쳐나간 딸아이가 죽어서 돌아왔다. 나중에 알고보니 세령이 죽은 원인은 음주운전으로 인한 교통사고였다. 한참뒤 범인이 현수라는걸 알고는 현수를 납치한 뒤 그의 아들 서원을 인질로 삼아 현수를 협박하기 시작한다. 현수는 어떡해서든 아이를 살려야겠다는 생각에 필사적으로 몸부림치기 시작한다.

## 출연진
- 장동건 : 오영제 역 메인 빌런 및 최종 보스. (악남)
- 류승룡 : 최현수 역
- 송새벽 : 안승환 역
- 고경표 : 최서원 역
- 이레 : 오세령 역
- 탕준상 : 어린 최서원 역
- 문창길 : 임 영감 역
- 정석용 : 박 소장 역
- 최광일 : 현수 부 역
- 우미화 : 현수 모 역
- 정준원 : 어린 최현수 역
- 정인겸 : 박수무당 역
- 이상희 : 무녀 역
- 유순웅 : 무녀 부 역
- 김정팔 : 장 반장 역
- 서현우 : 이 형사 역
- 성병숙 : 하영 모 역
- 여무영 : 하영 부 역
- 전배수 : 현태 역
- 신현빈 : 문하영 역
- 김효인 : 시골청년 역
- 이란희 : 친척녀 역
- 신운섭 : 친척남 역
- 문경민 : 어촌 이장 역
- 김현 : 어촌 유가족 역
- 최용현 : 카센터직원 역
- 김재철 : 김 주임 역
- 염상태 : 파출소장 역
- 김비비 : 새끼무녀 역
- 정재성 : 낚시남 역
- 정도원 : 심부름 역
- 민진웅 : 준상 역
- 엄지만 : 경찰차 경찰 1 역
- 이성훈 : 경찰차 경찰 2 역
- 권유준 : 구급차 경찰 역
- 천태윤 : 현수 친구 1 역
- 권반석 : 현수 친구 2 역
- 손인찬 : 현수 친구 3 역
- 김병석 : 현수 친구 4 역
- 서예영 : 사촌녀 역
- 박정숙 : 아파트 할머니 역
- 김원진 : 과거 교도관 역
- 이정현 : 준상 패거리 1 역
- 율찬 : 준상 패거리 2 역
- 김주하 : 세령마을 주민 1 역
- 천신남 : 세령마을 주민 2 역
- 김지한 : 세령마을 주민 3 역
- 박서영 : 세령마을 주민 4 역
- 임형태 : 세령마을 노인 역
- 이동훈 : 의경 역
- 최원 : 보조박수무당 역
- 정서인 : 보조무녀 1 역
- 김은경 : 보조무녀 2 역
- 안대천 : 악공 1 역
- 선영욱 : 악공 2 역
- 이상영 : 악공 3 역
- 이건환 : 악공 4 역
- 윤준호 : 과거마을 주민 1 역
- 장승화 : 과거마을 주민 2 역
- 최대룡 : 과거마을 주민 3 역
- 서병철 : 입관 교도관 역
- 박노찬 : 교도관 역
- 박정주 : 수상구조대 역
- 문정희 : 강은주 역 (특별출연)